# Rihla
Rihla (arabisch رحلة, DMG Riḥla) bezeichnet in der arabischen Literatur sowohl eine Reise als auch den entsprechenden Reisebericht. In der persischen Literatur entspricht das Safarnameh der Rihla.

## Herkunft und Geschichte
Von der Wortherkunft her ist die Wurzel r – ḥ – l ursprünglich mit der Kamelzucht verbunden: raḥl bedeutet Kamelsattel. Als literarische Gattung beschrieb die Rihla zunächst eine Pilgerfahrt nach Mekka.
Zu den bedeutendsten Vertretern der Rihla-Literatur gehören Abu Hamid al-Gharnati aus Granada, dessen Werk Tuhfat al-albab („Geschenk der Herzen“) seine Reisen durch Ifrīqiya, Ägypten, Syrien, Irak, Iran, Choresmien, Russland und Ungarn schildert; Ibn Dschubair, der über seine zweijährige Wallfahrt nach Mekka von 1183 bis 1185 berichtet, vor allem aber Ibn Battuta. Seine Rihla, die er unter dem vollständigen Titel تحفة النظار في غرائب الأمصار وعجائب الأسفار / Tuḥfat an-Nuẓẓār fī Ġarāʾib al-Amṣār wa-ʿAǧāʾib al-Asfār / ‚Geschenk für diejenigen, welche die Wunder von Städten und den Zauber des Reisens betrachten‘ (frei übersetzt) Ibn Dschuzaj diktierte, wurde 1355 veröffentlicht. Der Bericht über die Reise von mehr als 120.000 km Länge bis nach China und Afrika gilt als klassisches Musterbeispiel der Gattung. Der ägyptische Literaturnobelpreisträger Nagib Mahfuz ließ sich von Ibn Battutas Rihla zu seiner 1983 geschriebenen Erzählung Die Reise des Ibn Fattuma (رحلة ابن فطومه) inspirieren.
In seinen Muhammedanischen Studien vermerkt Ignaz Goldziher den folgenden Aspekt des Reisens als tätiges Suchen und Erforschen der Hadithe: „Und nicht um die Welt zu sehen und Erfahrungen zu sammeln, kommen diese Männer in aller Herren Länder herum, sondern nur um an allen Orten die Bewahrer von Traditionen zu sehen und zu hören und von jedem zu profitieren, ‚so wie der Vogel, der sich auf keinen Baum niederlässt, ohne an den Blättern zu picken‘. Man sagte von diesen Leuten, dass sie berühmt seien durch das Talab, d.h. durch das thätige Suchen und Erforschen der Hadithe […]. Diese Reisen hatten auch für die praktische Entwicklung des Hadithwesens im Islam ein einflussreiches Resultat.“ Ein bedeutendes Beispiel für eine solche Beschreibung einer „Reise“ auf der Suche nach überlieferten Aussprüchen und Handlungen des Propheten Mohammed ist ar-Rihla fī talab al-hadīth des schafiitischen Gelehrten al-Chatib al-Bagdadi (1002–1071).